# Tríbol

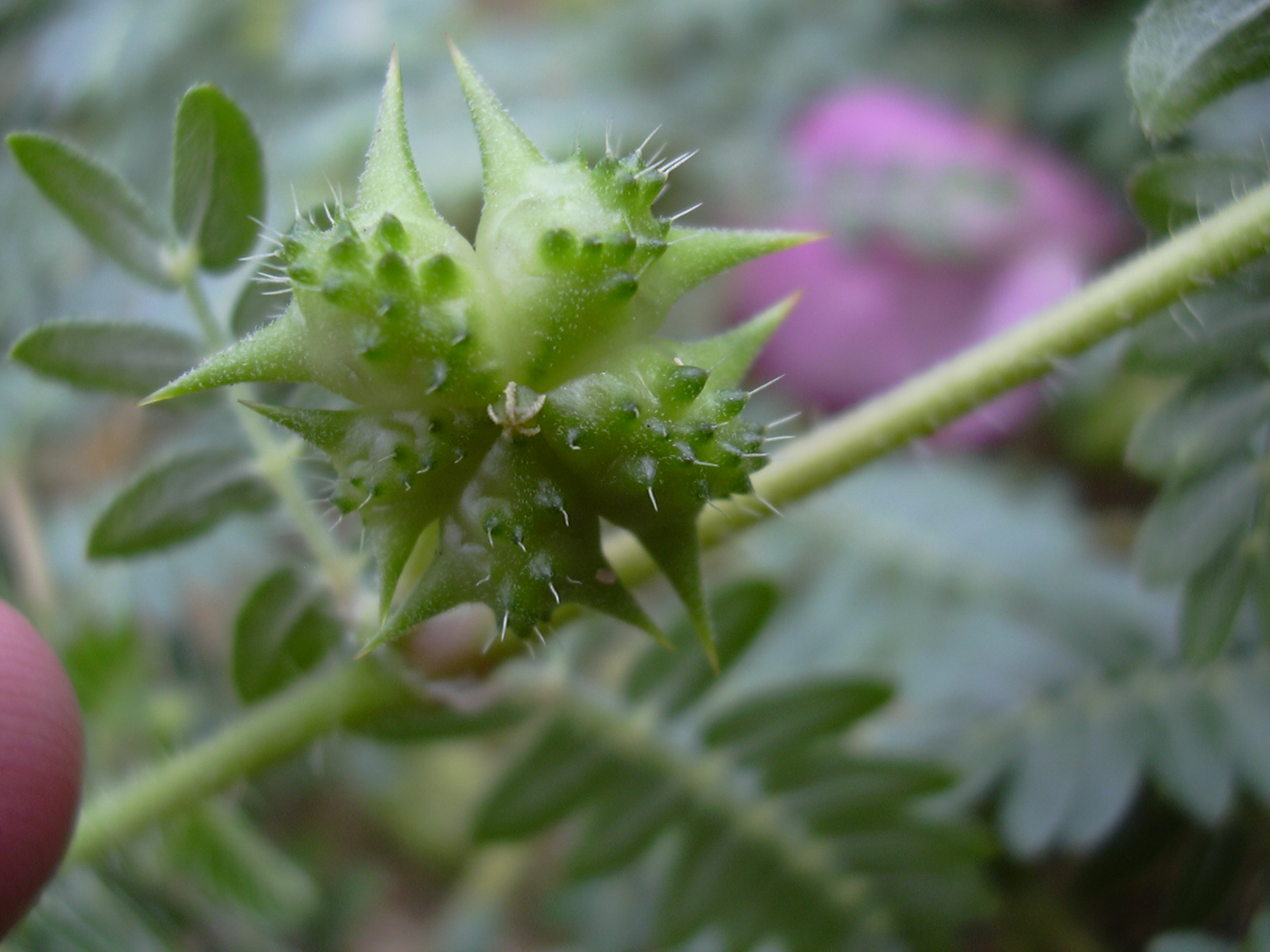
Fruit

El tríbol o abriülls, cairell, obriülls, queixals de vella o ull de bou (Tribulus terrestris), és una espècie de planta amb flors dins la família Zygophyllaceae, nativa de zones calentes i temperades del Vell Món del sud d'Europa, sud d'Àsia, Àfrica, on els tuargs l'anomenen agerof, i Austràlia. Pot prosperar fins i tot en climes desèrtics i sòls pobres.
També rep els noms d'abriüll, assotacristos, boets, cadells, cairells, candells, canets, caputxina, cavallets, cigronera, cigrons imperials, claus de gos, coixagossos, creu de Sant Antoni, creus de Sant Antoni, espins, gata rabiosa, gateres, gatets, gats, gossos, herba de gatet, herba de gatets, herba de l'orina, herba dels gatets, marietes (el fruit), nuc, passacamins, pedra de ronyó, picatalons, punxa-rabiosa, punxa-rodes, punxaclaus, punxapeus, queixals de llop, revetó, revetons, rodet, rodets, tríbol terrestre, abriojo, abrujó, abrull, abrulls, asota cristos, gatarabiosa, neüc, obrasuls, obre-els-ulls, obrelsulls, obreull, obreüll, obriüills, pedra de rinyó, queixals de uela, sarsal i trebul terrestre.
És una planta herbàcia perenne d'arrel profunda amb tiges radials de 10 a 100 cm. Les fulles són compostes. Les flors fan de 4 a 10 mm i tenen cinc pètals grocs. Els fruits són espinosos.
Hi ha estudis científics fets a Bulgària els anys 1970 que el consideren un afrodisiac però sense confirmació posterior. En la creença que augmenten la testosterona s'han utilitzat en culturisme. Ha fallat també en demostrar augment de resistència.
En la medicina tradicional xinesa s'utilitza Tribulus terrestris sota el nom de bai ji li (白蒺藜).
En l'ayurveda es coneix sota el nom sànscrit, "gokshura." i també es fa servir com afrodisiac.